# Mașină de înot
M. A. Gamonet din Lyon, Franța, a inventat în 1880 un aparat cu mare succes în rândul persoanelor care nu știau să înoate, dar care n-aveau frică de apă. Un mâner acționat de mână dreaptă a "înotătorului" punea în mișcare un dispozitiv de propulsare care era conceput după un principiu apropiat de cel al pompelor. În funcție de mișcarea mâinii, dispozitivul se plia când mânerul era acționat spre "direcția" înainte și se "deschidea" atunci când mișcarea mâinii era făcută în sens invers. Astfel, se genera o deplasare progresivă a "înotătorului". Rămânerea pe "linia de plutire" era asigurată din câțiva saci din cauciuc care, odată umflați, funcționau ca un colac de salvare pentru cel care avea curajul să încerce "mașinăria".